# 谷本駿介
谷本 駿介（たにもと しゅんすけ、2001年3月17日 - ）は、大阪府大阪市出身のプロサッカー選手。Jリーグ・愛媛FC所属。ポジションはMF。関西福祉大学史上初のプロサッカー選手。

## 来歴
2019年、関西福祉大学に進学。創部5年目のサッカー部に入部。
2023年より愛媛FCに加入。3月12日、第2節AC長野パルセイロ戦でJ初ゴール。8月26日、第24節カマタマーレ讃岐戦のミドルシュートでのゴールが、 月間ベストゴール（8月度）に選出。。J3ベストイレブンを受賞。

## プレースタイル
技術が高く、一瞬にして相手を剥がすターンが得意「谷本ターン」や「福祉ターン」と称される。
本人も驚くような豪快なミドルシュートを持っている。

## エピソード
愛媛FC同期入団の深澤佑太とは小学生時代からの仲。深澤佑太曰く、性格も顔も幼少期から全く変わらないとのこと。深澤よりチームに早く合流していたことから、余裕を見せるために、昼食のお店を悩んでいる深澤に対してうどん屋をさも行きつけかのように勧めていた。
ゴールを決めた際の喜び方、変だと言われることが多く本人も喜び方がわからない。と言っている。
自身が薄顔のため、愛媛FCでチームメイトとなった菊地俊介の濃い顔を憧れの眼差しで見ている。本当にちょっと好きとのこと。

## 所属クラブ
- 2010年 - 2012年 セレッソ大阪U-12
- 2013年 - 2015年 セレッソ大阪U-15
- 2016年 - 2018年 セレッソ大阪U-18（大阪学芸高等学校）
  - 2017年 - 2018年  セレッソ大阪（2種登録選手）
- 2019年 - 2022年 関西福祉大学
- 2023年 -  愛媛FC

## 個人成績
| 国内大会個人成績 | 国内大会個人成績 | 国内大会個人成績 | 国内大会個人成績 | 国内大会個人成績 | 国内大会個人成績 | 国内大会個人成績 | 国内大会個人成績 | 国内大会個人成績 | 国内大会個人成績 | 国内大会個人成績 | 国内大会個人成績 |
| 年度             | クラブ           | 背番号           | リーグ           | リーグ戦         | リーグ戦         | リーグ杯         | リーグ杯         | オープン杯       | オープン杯       | 期間通算         | 期間通算         |
| 年度             | クラブ           | 背番号           | リーグ           | 出場             | 得点             | 出場             | 得点             | 出場             | 得点             | 出場             | 得点             |
| 日本             | 日本             | 日本             | 日本             | リーグ戦         | リーグ戦         | リーグ杯         | リーグ杯         | 天皇杯           | 天皇杯           | 期間通算         | 期間通算         |
| ---------------- | ---------------- | ---------------- | ---------------- | ---------------- | ---------------- | ---------------- | ---------------- | ---------------- | ---------------- | ---------------- | ---------------- |
| 2023             | 愛媛             | 14               | J3               | 31               | 2                | -                | -                | -                | -                | 31               | 2                |
| 2024             | 愛媛             | 14               | J2               | 30               | 3                | 1                | 0                | 2                | 0                | 33               | 3                |
| 2025             | 愛媛             | 14               | J2               |                  |                  |                  |                  |                  |                  |                  |                  |
| 通算             | 日本             | 日本             | J2               | \|30             | 3                | 1                | 0                | 2                | 0                | 33               | 3                |
| 通算             | 日本             | 日本             | J3               | 31               | 2                | -                | -                | -                | -                | 31               | 2                |
| 総通算           | 総通算           | 総通算           | 総通算           | 61               | 5                | 1                | 0                | 2                | 0                | 64               | 5                |

- 2017・2018年は2種登録選手（C大阪、背番号58、出場なし）

出場歴
- Jリーグ初出場 - 2023年3月5日 J3第1節 いわてグルージャ盛岡戦 (ニンジニアスタジアム)
- Jリーグ初得点 - 2023年3月12日 J3第2戦 節 AC長野パルセイロ戦 (ニンジニアスタジアム)

## タイトル
- ユース
  - セレッソ大阪U-15 高円宮杯 JFA 全日本U-15サッカー選手権大会:1回 (2015年)
  - セレッソ大阪U-15 高円宮杯U-15サッカーリーグ関西 サンライズリーグ:1回 (2014年)

- 関西学生リーグ1部　
  - 新人賞 :1回 (2019年)
  - 優秀選手賞 :1回 (2022年)
  - アシスト王 :1回 (11アシスト、2022年)

- 関西学生リーグ2部　
  - 優秀選手賞:2回 (2020年、2021年)
  - アシスト王:1回 (12アシスト、2021年)

- 愛媛FC
  - J3優勝：1回 (2023年)
  - J3月間ベストゴール:1回 (2023年、8月)[6]。
  - J3ベストイレブン：1回 (2023年)